# Де Брюе, Франсуа Поль
Граф Франсуа-Поль Брюе д’Эгалье (фр. François-Paul Brueys d'Aigalliers, Comte de Brueys; 12 февраля 1753, Юзес — 1 августа 1798, Абукир) — французский адмирал, участник революционных и наполеоновских войн.

## Биография
Франсуа-Поль Брюе д’Эгалье родился 12 февраля 1753 года в городке Юзес на юге Франции.
Начал службу в 13 лет волонтёром. В 1780—1783 годах лейтенантом участвовал на корабле «Le Terrible» в эскадре адмирала де Грасса в пяти сражениях с британским флотом.
В 1796 году получил звание контр-адмирала и получил в командование эскадру, с которой, будучи подчинён Бонапарту, как главнокомандующему французской армией в Италии, занимался перевозкой войск на Ионические острова и их снабжением. Исполняя дипломатические поручения Бонапарта к правительству Республики Рагузы и к Янинскому паше Али, Брюе своими действиями заслужил полное его одобрение.
При подготовке экспедиции в Египет, Брюе было поручено командование флотом, прикрывающим транспорты с войсками. На пути в Египет флот участвовал во взятии Мальты.
После высадки войск в Александрии Брюе, вопреки мнениям большинства командиров, перешёл вместе с флотом в Абукирскую бухту, где и был настигнут британской эскадрой под командованием адмирала Горацио Нельсона. Произошёл бой, в ходе которого французский флот был разбит. Брюе, бывший на корабле «L’Orient», дважды раненый, умер на своем посту через 3 часа после начала боя.